# 1929 في فلسطين الانتدابية
أحداث عام 1929 في الانتداب البريطاني على فلسطين.

## أصحاب المناصب
- المفوضية السامية- السير جون المستشار.
- أمير شرق الأردن- عبد الله بن الحسين.
- رئيس وزراء شرق الأردن- حسن خالد أبو الهدى.

## الأحداث

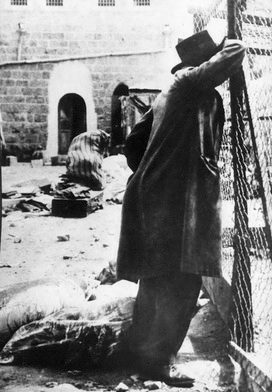
أحد الناجين يبكي في أعقاب مجزرة الخليل.

- 18 شباط- تأسيس مستوطنة زراعية في نتانيا.
- 23 مايو - تأسيس حركة الشباب الصهيوني الديني بني عكيفا في القدس.
- 23 تموز (يوليو)- أسس يوسف كلاوسنر، أستاذ الأدب العبري الحديث لجنة الدفاع عن حائط المبكى في الجامعة العبرية، [1] للدفاع عن حقوق اليهود في حائط المبكى.[2]
- 14 آب / أغسطس - اجتماع احتجاجي شارك فيه 6000 شخص في تل أبيب نظمه الاتحاد العالمي للشباب العبري خاطب من قبل المراجعين والصهاينة المتدينين من مزراحي يتبنى أربعة قرارات ويدعو الحاخامية الكبرى ولجنة كلاوسنر إلى مواصلة النضال السياسي من أجل حائط المبكى.[3]
- 14 آب / أغسطس - في المساء، توجه كلاوسنر وممثل مزراحي إلى عدة الاف من الناس في كنيس يشرون في القدس، وبعد ذلك توجه المصلين إلى حائط المبكى.[1]
- 15 آب ( ذكرى خراب الهيكل) - زعيم الشباب الصهيوني التصحيحي جيريمياه هالبيرن وثلاثمائة شاب تصحيحي من كتيبة الدفاع عن اللغة ومسيرة بيتار إلى الحائط البراق معلنين أن "الحائط لنا". يرفع المتظاهرون العلم الصهيوني ويغنون نشيد الأمل.[4]
- 16 آب / أغسطس - تصاعدت التوترات في القدس بسبب مظاهرة مضادة للمسلمين شارك فيها 2000 مسلم بعد صلاة الجمعة قام خلالها الشباب بمطاردة المصلين اليهود من حائط البراق وحرق التماسات الصلاة والكتب.[5]
- 17 آب / أغسطس - مقتل الشاب اليهودي أبراهام مزراحي خلال نزاع بسيط وطعن شاب عربي اختير عشوائيا انتقامًا.[5]
- 23 آب/أغسطس - ثورة البراق: اندلعت أعمال الشغب في فلسطين عام 1929 بعد أشهر من التوتر حول حائط البراق، حيث اقتحمت حشد كبير من العرب المسلحين بالسكاكين باب العامود وهاجموا الأحياء اليهودية الواقعة خارج البوابة. قُتل 19 يهوديًا، ودُمر كنيس ومنازل أخرى وحرقها.
- 23-24 آب/أغسطس - ثورة البراق: في مذبحة الخليل عام 1929، قام المشاغبون العرب بقتل 67 يهوديًا وجرح 60 آخرين. يعيش 435 يهوديًا يعيشون بفضل المأوى والمساعدة التي قدمها لهم جيرانهم العرب الذين أخفوهم.[6][7]
- 29 آب - ثورة البراق: وقعت مذبحة صفد عام 1929. قتل العرب 18 يهوديًا وجرح 80 آخرون.[8] تعرض الشارع اليهودي الرئيسي في صفد للنهب والحرق.[9][10]

### تواريخ غير معروفة
- قيام جمعية الاستعمار اليهودية الفلسطينية بتأسيس مستوطنة برديس حنا الزراعية. سميت المستوطنة على اسم هانا روتشيلد، ابنة ناثان ماير روتشيلد.
- اللجنة الصهيونية تعيد تسمية نفسها باسم السلطة التنفيذية الصهيونية الفلسطينية.

## أبرز المواليد
- 11 كانون الثاني (يناير)- رفائيل إيتان، رئيس الأركان الحادي عشر للجيش الإسرائيلي (توفي عام 2004).
- 11 كانون الثاني (يناير)- ديفيد ميمون، جنرال إسرائيلي، والحاكم العسكري لقطاع غزة، ورئيس محكمة الاستئناف العسكرية، ورئيس مصلحة السجون الإسرائيلية (توفي عام 2010).
- 3 آذار/مارس- مردخاي إلياهو، حاخام إسرائيلي، حاخام سفاردي سابق لإسرائيل (توفي عام 2010).
- 1 أيار- تمار بورنشتاين- لازار، كاتبة أطفال إسرائيلية.
- 31 أيار- مناحيم غولاو، مخرج ومنتج سينمائي إسرائيلي (توفي 2014).
- 23 حزيران/ يونيو- سيمشا دينيتز، دبلوماسي إسرائيلي (توفي عام 2003).
- 2 يوليو - أبراهام أفيغدوروف، بطل حرب وحاصل على أوسمة إسرائيلية (توفي عام 2012).
- 10 تموز- هرتزل شافيز، الجنرال الإسرائيلي والمفوض العام لشرطة إسرائيل.
- 25 يوليو - يوسف ألون، طيار إسرائيلي وعضو مؤسس في سلاح الجو الإسرائيلي ودبلوماسي (توفي عام 1973).
- 5 آب / أغسطس - عميكام أهاروني، عالم فيزياء إسرائيلي (توفي عام 2002).
- 22 آب - أمنون كرملي لاعب كرة قدم إسرائيلي (توفي عام 1993).
- 22 آب - إليعازر شويد، كاتب وأستاذ الفلسفة اليهودية في الجامعة العبرية في القدس (توفي عام 2022 ).
- 29 سبتمبر - يعقوب بلاو، حاخام إسرائيلي بارز، دايان وبوزيك (توفي عام 2013).
- 21 تشرين الثاني (نوفمبر) - ناحوم أدموني ضابط استخبارات إسرائيلي ومدير عام سابق للموساد.
- 9 كانون الأول - يغال أرنون، محامي إسرائيلي (توفي عام 2014).
- 12 كانون الأول - زهاريرا عرفتي، ممثلة إسرائيلية (توفيت عام 2013).
- 14 كانون الأول - شلومو أرغوف، دبلوماسي إسرائيلي (توفي عام 2003).
- التاريخ الكامل غير معروف
  - دانيال دورون، اقتصادي وناشط سياسي إسرائيلي.
  - إبراهيم الدقاق، مهندس مدني عربي فلسطيني.

## الفهرس
- كوماي ، جي وكوهن شيربوك ، إل (1995). روتليدج من هو في التاريخ اليهودي بعد فترة العهد القديم . روتليدج.(ردمك 978-0-415-11887-3)رقم ISBN 978-0-415-11887-3
- كرامر ، جودرون (2008).تاريخ فلسطين: من الفتح العثماني إلى تأسيس دولة إسرائيل . مطبعة جامعة برينستون.(ردمك 978-0-691-11897-0)رقم ISBN 978-0-691-11897-0
- مطر ، فيليب (1988). مفتي القدس: الحاج أمين الحسيني والحركة الوطنية الفلسطينية . مطبعة جامعة كولومبيا.(ردمك 0-231-06463-2)رقم ISBN 0-231-06463-2
- سيغيف ، توم (2000). فلسطين واحدة كاملة: اليهود والعرب تحت الانتداب البريطاني . طبلية تاج.(ردمك 978-0-349-11286-2)رقم ISBN 978-0-349-11286-2
- شندلر ، كولين (2006). انتصار الصهيونية العسكرية: القومية وأصول اليمين الإسرائيلي . IB Tauris & Co Ltd.(ردمك 978-1-84511-030-7)رقم ISBN 978-1-84511-030-7